# Anika Niederwieser
Anika Niederwieser (* 28. Februar 1992 in Brixen) ist eine italienische Handballspielerin, die dem Kader der italienischen Nationalmannschaft angehört. Sie wurde zur italienischen Handballerin des Jahres 2019 gewählt.

## Karriere
Niederwieser begann das Handballspielen beim SSV Brixen. Im Jahre 2011 wechselte die Rückraumspielerin zum italienischen Erstligisten Esercito Figh Futura Roma, mit dem sie in der Saison 2012/13 am EHF Challenge Cup teilnahm. Ab dem Sommer 2016 lief sie für den deutschen Bundesligisten Thüringer HC auf. Mit dem Thüringer HC gewann sie 2018 die deutsche Meisterschaft sowie 2016 den DHB-Supercup. Zur Saison 2018/19 wechselte sie zum Ligakonkurrenten TuS Metzingen. Im Sommer 2021 kehrte sie zum Thüringer HC zurück. Mit dem Thüringer HC gewann sie im Jahr 2025 die EHF European League.
Niederwieser läuft für die italienische Nationalmannschaft auf. Weiterhin gehört sie der italienischen Beachhandballnationalmannschaft an. Bei der Beachhandball-Europameisterschaft 2011 und 2015 gewann sie jeweils die Bronzemedaille. Bei der Beachhandball-Weltmeisterschaft 2014 wurde Niederwieser als beste Abwehrspielerin des Turniers ausgezeichnet.

## Privates
Niederwieser stammt aus einer Handballerfamilie. Ihr Vater Michael bestritt 147, ihr Onkel Markus 17 und ihre Tanten Elke und Claudia 134 bzw. drei Länderspiele für Italien.